# Keiji Suzuki
Keiji Suzuki (3 de junho de 1980) é um judoca japonês.
Foi campeão olímpico nos Jogos Olímpicos de 2004 em Atenas